# Molophilus (Molophilus) assamensis
Molophilus (Molophilus) assamensis is een tweevleugelige uit de familie steltmuggen (Limoniidae). De soort komt voor in het Oriëntaals gebied.